# Assembleia Legislativa de Pernambuco
Assembleia Legislativa de Pernambuco é o órgão do poder legislativo do estado brasileiro de Pernambuco, exercido através dos deputados estaduais. Fica localizada no bairro da Boa Vista no Recife, com sede no Palácio Joaquim Nabuco, sendo o Edifício Governador Miguel Arraes de Alencar o recinto das reuniões legislativas.
Atualmente conta com 49 deputados estaduais eleitos pelo voto direto, sendo organizada em Plenário (órgão supremo), Mesa Diretora e Comissões.
O Plenário funcionou entre 1875 e 2017 no Palácio Joaquim Nabuco, primeiro prédio a ser construído especificamente como sede de uma casa legislativa no Brasil.

## História
Em 1º de abril de 1835 é instalada a Assembleia Legislativa da Província de Pernambuco, tendo a primeira legislatura 1835/1837 contado com 36 deputados, dos quais 11 eram padres, o que refletia a forte influência da Igreja Católica à época.
A sede da Assembleia Legislativa de Pernambuco, o Palácio Joaquim Nabuco, foi projetada pelo arquiteto pernambucano José Tibúrcio Pereira Magalhães e teve sua construção iniciada no começo da década de 1870. A inauguração ocorreu em 1º de março de 1875, com o prédio ainda inacabado. A obra só foi entregue definitivamente no dia 20 de janeiro de 1876. O Palácio Joaquim Nabuco deixou de ter a função de recinto das reuniões plenárias da Assembleia Legislativa em 1° de agosto de 2017 e passou a ser o Museu Legislativo do Estado, exibindo diversos objetos e documentos que mostram a história do poder legislativo estadual, permanecendo como sede do Poder e do complexo de prédios que compõem a Assembleia Legislativa de Pernambuco.
O atual recinto das reuniões legislativas é o Edifício Governador Miguel Arraes de Alencar.
Com a Proclamação da República, em 1889, adota-se em alguns estados o sistema bicameral, com uma Câmara dos Deputados e um Senado Estadual. Em Pernambuco, a Câmara é composta por 30 deputados, com um mandado de três anos, e o Senado por 15 senadores, com um mandado de seis anos.
Em 1930, as Câmaras de Deputados se transformam em Assembleias Legislativas, sendo interrompido o trabalho legislativo em 1937, com a imposição do Estado Novo. Neste período (até 1945), o legislativo estadual é fechado e substituído por conselhos nomeados.
Com a redemocratização, é eleita uma Assembleia Constituinte em Pernambuco e, após a promulgação da Constituição Estadual, em 25 de julho de 1947, aquela assembleia passa à condição de Assembleia Legislativa do Estado.

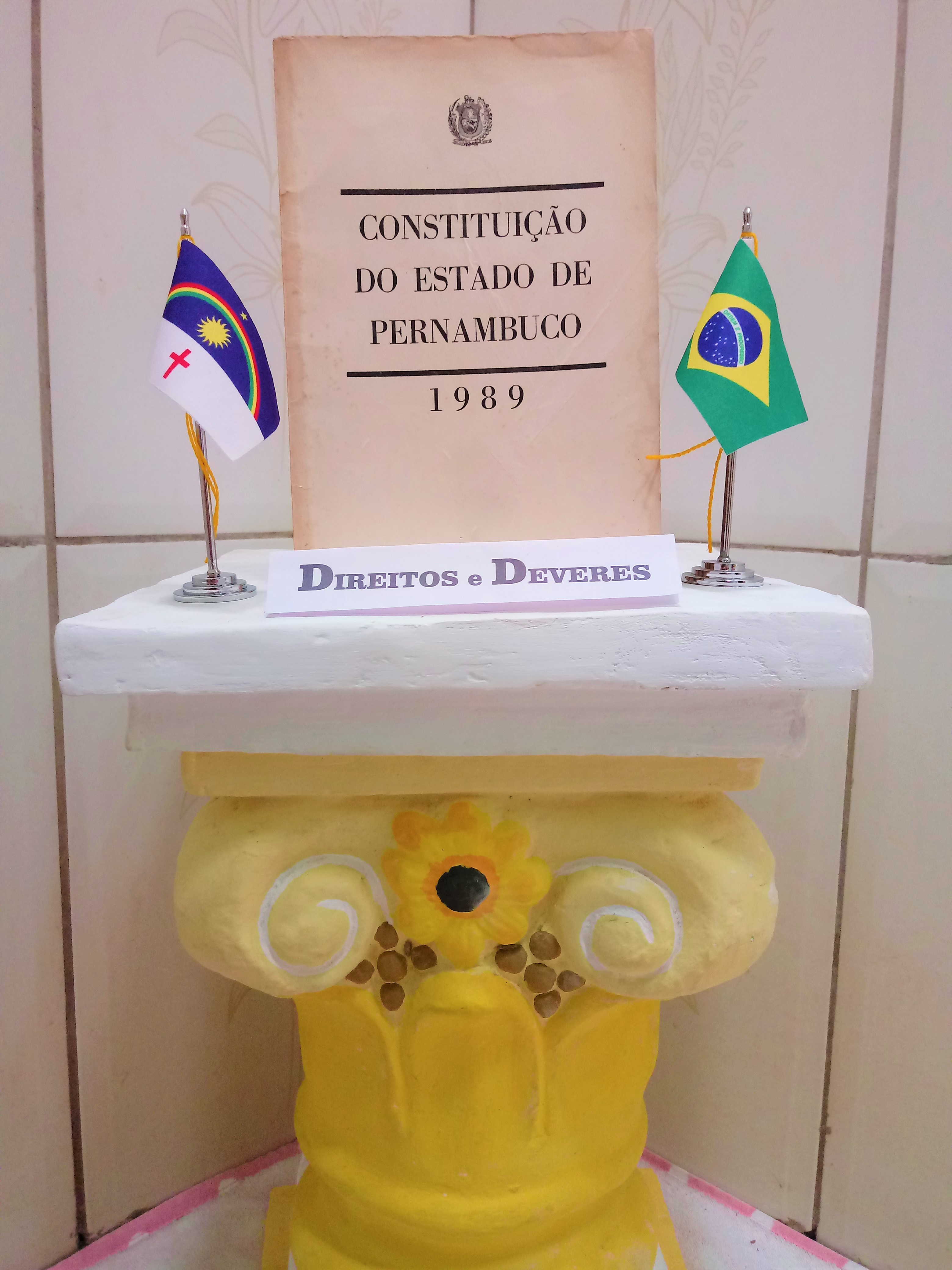
Constituição estadual de 1989, promulgada pela Assembleia Legislativa de Pernambuco em 5 de outubro de 1989.

## Mesa Diretora
À Mesa Diretora cabe a direção dos trabalhos legislativos e dos serviços administrativos da Assembleia, sendo estabelecida através de eleição entre os deputados estaduais, assegurando-se, tanto quanto possível, a representação proporcional dos partidos ou blocos parlamentares, para um mandato de dois anos.
Compõe-se de Presidência e Secretaria, constituindo-se de um Presidente, dois Vice-Presidentes e quatro Secretários.

## Comissões

### Permanentes

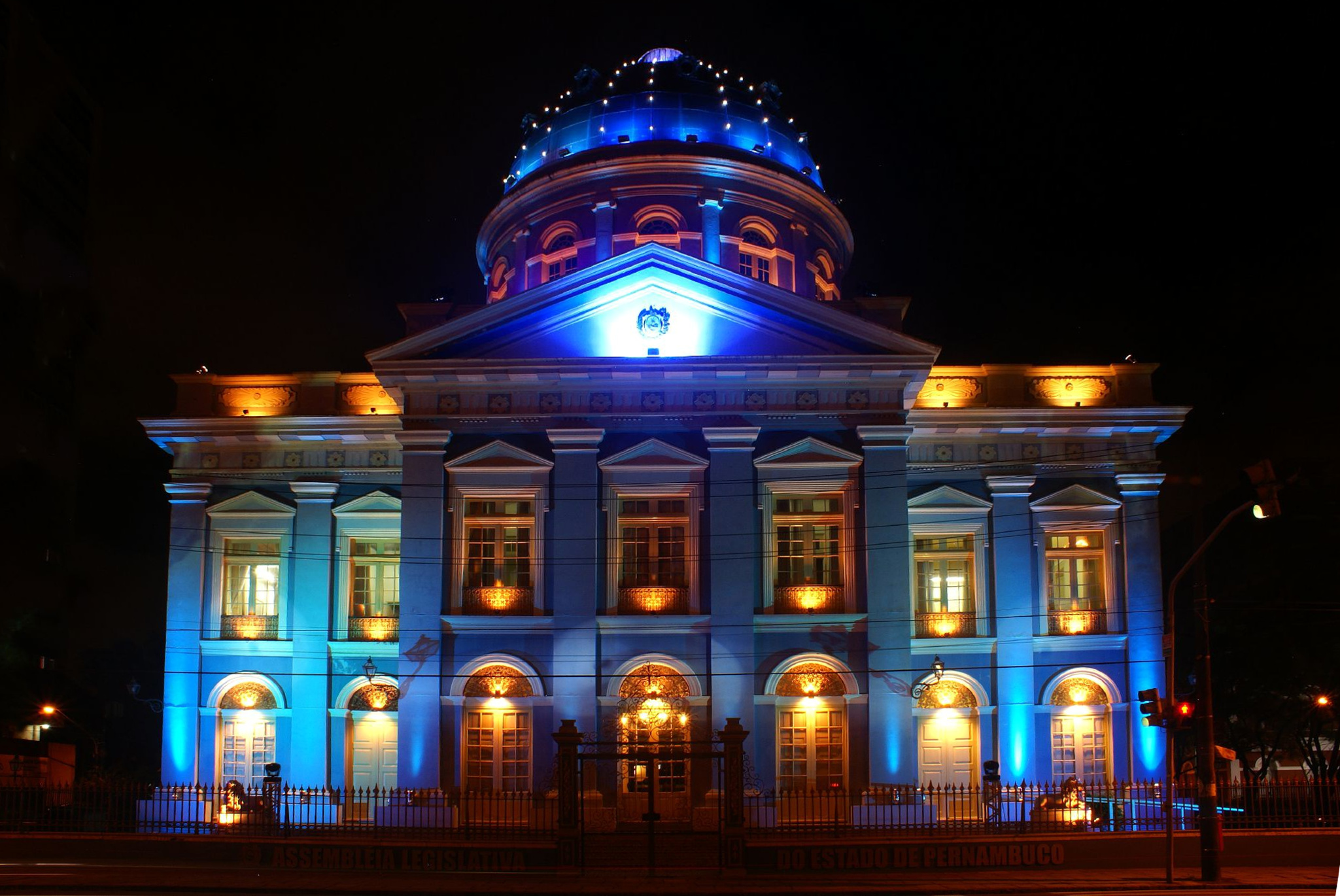
Assembleia Legislativa de Pernambuco

Atualmente é composta por dezesseis comissões permanentes, através da quais são discutidos assuntos de interesse da população e realizadas audiências públicas, como uma das formas de aproximar, ainda mais, o Poder Legislativo da sociedade.
| Nome                                | Presidente | Link |
| ----------------------------------- | ---------- | ---- |
| Constituição, Legislação e Justiça  |            | Link |
| Finanças, Orçamento e Tributação    |            | Link |
| Administração Pública               |            | Link |
| Negócios Municipais                 |            | Link |
| Educação e Cultura                  |            | Link |
| Esporte e Lazer                     |            | Link |
| Meio Ambiente                       |            | Link |
| Agricultura e Política Rural        |            | Link |
| Saúde e Assistência Social          |            | Link |
| Ciência, Tecnologia e Informática   |            | Link |
| Cidadania e Direitos Humanos        |            | Link |
| Desenvolvimento Econômico e Turismo |            | Link |
| Assuntos Internacionais             |            | Link |
| Defesa dos Direitos da Mulher       |            | Link |
| Ética Parlamentar                   |            | Link |
| Redação Final                       |            | Link |

### Temporárias
Criadas para funcionar por um determinado período, as comissões temporárias tendem a se debruçar sobre um assunto específico de forma mais aprofundada. Assim como as permanentes, essas de caráter transitório têm o objetivo de debater amplamente com a sociedade problemas do seu dia-a-dia, estimulando o exercício da cidadania.
Em atividade
Encerradas
1. Especial da Violência Sexual
2. Especial do Programa Fome Zero
3. Especial do Transporte Coletivo na Região Metropolitana
4. Especial dos Leitos de UTI
5. Parlamentar de Inquérito (CPI) do Roubo de Cargas
6. Parlamentar de Inquérito (CPI) do Tráfico de Órgãos Humanos
7. Parlamentar de Inquérito (CPI) dos Planos de Saúde
8. Parlamentar de Inquérito (CPI) da Habitação
9. Especial da Transposição do Rio São Francisco
10. Especial da Celpe
11. Especial de Implantação do Estatuto da Criança e do Adolescente no Estado de Pernambuco
12. Parlamentar de Inquérito (CPI) da Violência e Desvios de Verba na Zona Rural
13. Especial do Estatuto da Metrópole
14. Especial do Estatuto do Portador de Câncer